# The Young Lions
The Young Lions (pt O Baile dos Malditos; br Os Deuses Vencidos) é um filme norte-americano de 1958 (lançado no dia 2 de abril), de gênero drama, guerra e ação, com Montgomery Clift e Marlon Brando, baseado no livro homônimo de Irwin Shaw, lançado dez anos antes, em 1948, roteirizado por Edward Anhalt e dirigido por Edward Dmytryk, produzido por Al Lichtman. O filme foi distribuído pela 20th Century Fox.
Narrativa da Segunda Guerra Mundial, três indivíduos dividem espaço no foco da película: um tenente nazista cético e dois americanos que vão servir no exército a contragosto (um cantor da Broadway e um rapaz pobre de origem judaica). O filme disseca os variados pontos de vista acerca do sangrento conflito e os elos humanos que unem os dois lados da batalha.

## Sinopse
O filme conta a história de três soldados encurralados pela II Guerra Mundial. Christian, o alemão da Baviera, instrutor de esqui, que acaba se tornando tenente e que depois de alguns anos não consegue se conformar com a guerra e acaba sendo morto. E os dois americanos, representados na figura do cantor e músico Michael e o soldado judeu Noah Ackerman, que acaba tendo um bebê com uma moça que se apaixonou por ele e que só nasceu durante a guerra, os dois homens conseguem desertar por distintos motivos, mas acabam voltando para a guerra.
O filme começa na Véspera de Ano Novo de 1938, na Baviera, Alemanha e mostra o instrutor de esqui Christian (Marlon Brando) e uma mulher norte-americana (Barbara Rush), que foi passear no lugar e irá voltar para os Estados Unidos na próxima manhã. Ela aceita passar a véspera de ano-novo com Christian. Tudo vai bem até que ela vê uma demonstração nazista e fica apavorada e vai para fora da festa. Christian vai lá ver o que aconteceu e ela lhe explica por que que se apavora e expõe suas opiniões sobre a política nazista e diz que segundo na sua opinião aquilo iria acabar em guerra mundial. Depois de explicar a ela suas ideias políticas e mostrar a visão de muitos alemães sobre a chegada nazista ao poder e explicar sua condição social de sapateiro e durante uma temporada do ano de instrutor de esqui, ela decide ir para casa.
O tempo já passou, já é 20 de junho de 1940, Christian é tenente da Exército Alemão, e eles estão invadindo a França, e indo para um campo de batalha. Eles vencem os franceses, mas perdem um soldado.
Christian tira uma foto com um oficial superior do exército para levar à sua esposa. No decorrer do filme, aparece os também importantes personagens Michael, um cantor e músico que não quer entrar para o exército e o soldado judeu Noah Ackerman, que se apaixona por uma moça e tem um filho com ela.
No decorrer do filme aparecem sequências importantes para o enredo, como quando Christian conhece a esposa de oficial e tem um romance com ela, o jantar com Françoise e Simone e o roubo do livro Ulysses de Noah e de seus 20 dólares para comprar o presente de sua esposa, as lutas impostas pelos ladrões do dinheiro de Noah, etc.
Os personagens de Marlon Brando, Montgomery Clift e Dean Martin, se encontram apenas uma vez, onde o tenente alemão é morto por Michael, logo depois deste voltar para guerra depois de desertar.
O filme culmina com a chegada de Noah Ackerman à sua casa.

## Elenco
- Marlon Brando - Tenente Christian Diestl
- Montgomery Clift - Noah Ackmerman
- Dean Martin - Michael Witheacre
- Hope Lange - Hope Plowman
- Barbara Rush - Margaret Freemantle
- May Britt - Gretchen Hardenberg
- Maximilian Schell - Capitão Hardenberg
- Dora Doll - Simone
- Lee Van Cleef - Sargento Rickett
- Liliane Montevecchi - Françoise
- Parley Baer - Sargento Brandt
- Arthur Franz - Sargento Green
- Hal Baylor - Soldado Burnecker
- Richard Gardner - Soldado Crowley
- Herbert Rudley - Capitão Colclough

## Galeria do Elenco

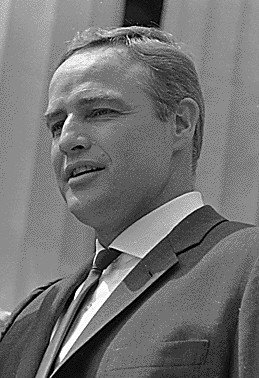
Marlon Brando, desempenhou o papel de Christian
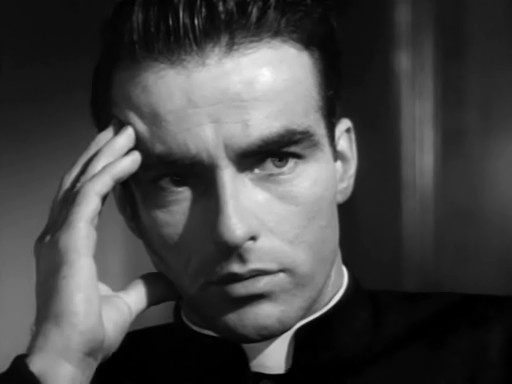
Montgomery Clift, desempenhou o papel de Ackerman
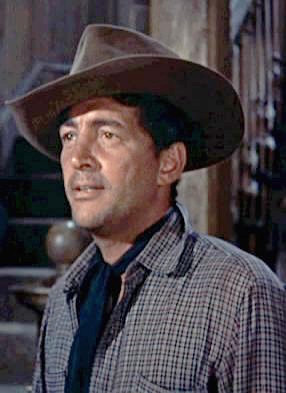
Dean Martin, desempenhou o papel de Michael
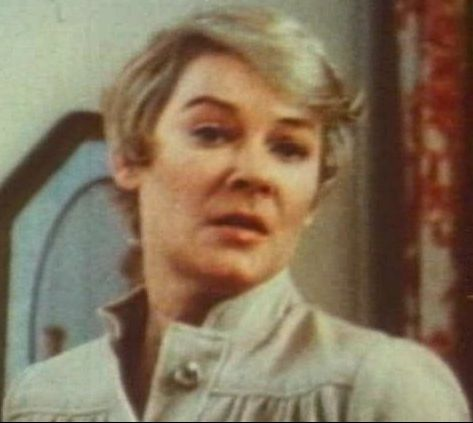
Hope Lange, desempenhou o papel de Hope Plowman
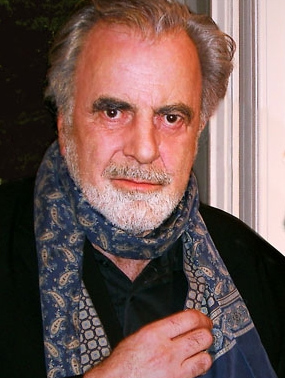
Maximilian Schell, desempenhou o papel de Capitão Hardenberg
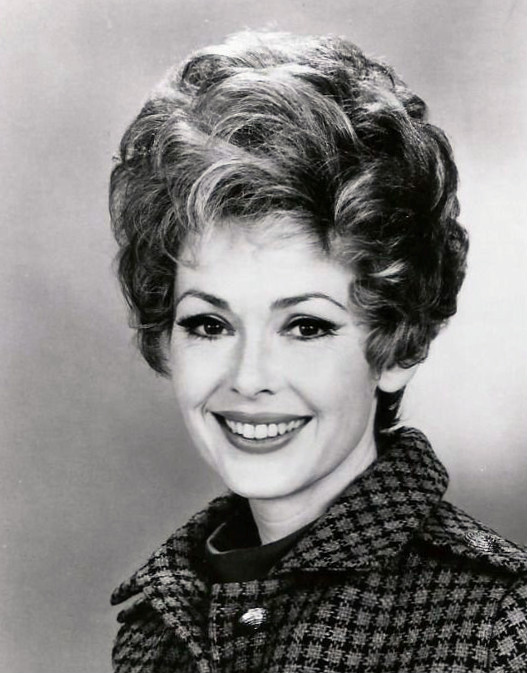
Barbara Rush, desempenhou o papel de Margaret Freemantle